# Павло та Юліана
Павло та Юліана (? — 270 р.) — були братом і сестрою, які постраждали як мученики за християнство. Святі визнаються як православною, так і католицькою церквою. 
Були вбиті в Палестині під час гонінь імператора Авреліана 270 року. 
Статуя Юліани є одним зі 140 Колонад Святих, які прикрашають Площу Святого Петра. 
День пам'яті — 12 серпня. 